# Mundemba
Mundemba ist eine Gemeinde in Kamerun. Sie liegt in der Region Sud-Ouest und ist Hauptstadt des Départements Ndian.

## Lage
Mundemba liegt im Westen Kameruns. Westlich beginnt der Korup-Nationalpark, welcher an Nigeria grenzt. Die Gemeinde ist von Regenwald umgeben. 

## Umweltschutz
Die Lage des Ortes mit dem Nationalpark und dem Naturschutzgebiet der Rumpiberge macht es für Palmöl-Produzenten interessant. Ein Gericht im Ort verbot 2011 eine Rodung des Regenwaldes für diese Zwecke. Seitdem gibt es immer wieder illegale Plantagen von Ölpalmen.

## Verkehr
Mundemba liegt am Ende der Nationalstraße N16.